# 小野義昭
小野 義昭（おの よしあき、1944年1月1日 - ）は、日本の実業家。信越ポリマー会長・元社長。

## 人物・経歴
千葉県出身。1967年横浜国立大学工学部卒業後、信越化学工業入社。2000年信越化学工業シリコーン電子材料技術研究所長、2005年信越化学工業常務取締役、2009年信越化学工業代表取締役専務・シリコーン事業本部長を経て、2013年より信越ポリマー代表取締役社長に就任した。2023年6月より、10年間務めた社長を退任し信越ポリマー代表取締役会長に就任した。
2023年より、5年間の中期経営計画「SEP G＆G 2027」を発表し、多様な製品の提供や技術力を最大限に発揮し、さらにサステナビリティ活動を積極的に推し進める。